# Antrim Round Tower

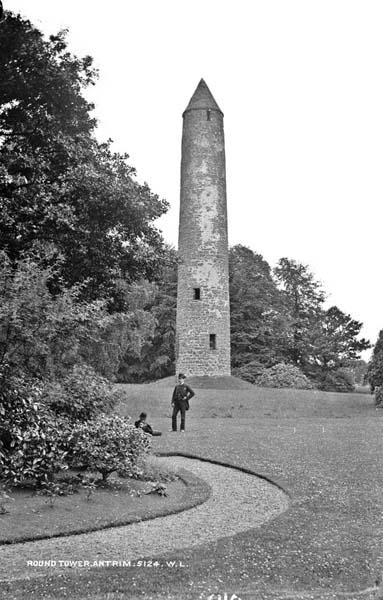
Antrim Round Tower, historische opname

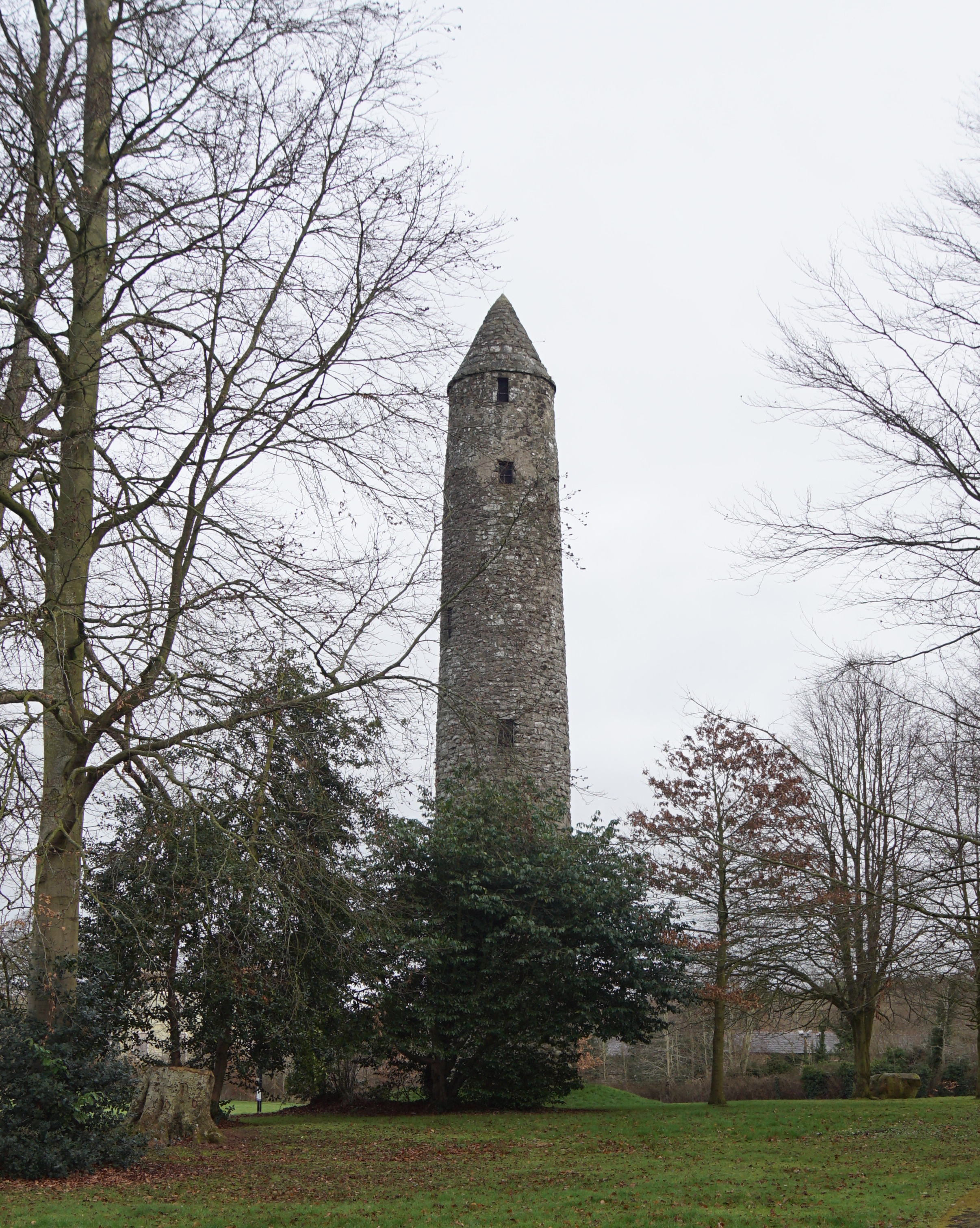
Antrim Round Tower in Steeple Park, 2023

De Antrim Round Tower is een Round Tower gesitueerd in het Steeple Park aan de Steeple Road in Antrim in County Antrim, Noord-Ierland. Lokaal is de toren bekend als The Steeple (de spitse toren).

## Geschiedenis
De Round Tower werd gebouwd rond de tiende eeuw als klokkentoren van een vroegchristelijk klooster. Het klooster werd in 1147 in brand gestoken. In de (vroege) 19e eeuw werd het landschap veranderd toen het een privédomein werd en werd de toren geconsolideerd. In de 21e eeuw staat de toren in een publiek park genaamd Steeple Park. 

## Beschrijving
De Antrim Round Tower is 28,3 meter hoog en de omtrek van de basis is 15,2 meter. De toren heeft een kegeldak. Bovenin de toren bevinden zich vier ramen op verschillende hoogtes en vier kleinere ramen op de bovenste verdieping. Op 2,3 meter boven het grondniveau bevindt zich de deuropening van 1,3 meter hoog en lopend van 60 naar 56 centimeter van onder naar boven in de breedte. De deuropening heeft een rechthoekige latei waarboven zich een steen bevindt met een Keltisch kruis van 40 bij 30 centimeter.

## Beheer
De Antrim Round Tower is een State Care Monument.